# Засип
Засип (словен. Zasip) насељено место у општини Блед покрајина Горењска. Општина припада регији Горењска.
Налази се у подножју брда Хом, на надморској висини 556,4 м. Приликом пописа становништва 2002. године насеље је имало 963 становника

## Име
Име Засип пронађено је у писаним изворима 1075—90. као Зазиб. У локалном дијалекту, насеље је познато као Засп

## Културна баштина
У насељу постоје три цркве. Жупна црква посвећена је Светом Јовану Крститељу и први пут се помиње у 13. веку. Била је изграђена и готичком стилу, а реновирана је 1778. у великој мери у барокном стилу. Црквица посвећена Светој Катарини стоји на брду Хом изнад Засипа. То је старо светилиште (ходочасна црква), која датира из око 14. века са неким додацима у 16. веку и реновирања у 18. веку. Црква Свете Тројице из 1608. године, налази се у засеоку Себење, изграђена у касно-готичком стилу са барокним орнаментима.
Поред ове три цркве у насељу се налази још 26 објеката који спадају у непокретана културна добра ,
- Црква Светог Јован Крститеља
- Црква Свете Катарине
- Црква Свете Тројице